# Kate Mara
Kate Mara (* 27. února 1983 Bedford, New York) je americká herečka, která na filmovém plátně debutovala v roce 1999 Pollackovým dramatem Náhodné setkání. Objevila se také ve snímcích Odstřelovač (2007), 127 hodin (2010) a Ironclad (2011).
Mladší sestra Rooney Mara je také herečka.

## Původ a dětství
Narodila se roku 1983 v severonewyorském Bedfordu, kde také vyrostla. Otec Timothy Christopher Mara pracuje jako viceprezident profesionálního klubu amerického fotbalu New York Giants a matka Kathleen McNultyová (rozená Rooneyová) je realitní makléřka na částečný úvazek. Má dva bratry Daniela a Conora a mladší sestru Rooney.
Po obou rodičích má irské kořeny. Babička z matčiny strany má italský původ. Děd z otcovy strany Wellington Mara byl dlouho spoluvlastníkem klubu Giants. Děd z matčiny strany Timothy James Rooney, pak od roku 1972 provozoval dostihové závodiště Yonkers Raceway. Mara je prapravnučkou zakladatele New York Giants Tima Mary a zakladatele Pittsburských oceláren (Pittsburgh Steelers) Arta Rooneyho staršího. Její prastrýc Dan Rooney je prezidentem těchto oceláren a od roku 2009 také americkým velvyslancem v Irsku.
S herectvím začala v devíti letech ve školním muzikálu. Navštěvovala několik uměleckých škol a hrála ve školních představeních. V časopise Esquire popsala období dospívání jako „bolestně plaché“. V prvním konkursu na televizní seriálovou roli Zločin v ulicích neuspěla. Přesto byla rozhodnuta vydat se na hereckou dráhu. Po absolvování střední školy Fox Lane High School pokračovala studiem muzikálového herectví na Tisch School of the Arts Newyorské univerzity. Na televizní obrazovce debutovala roku 1997 účinkováním v seriálu Právo a pořádek.

## Osobní život
K roku 2013 udržovala tříletý partnerský vztah s hercem Maxem Minghellou. Na konci roku 2015 začala chodit s hercem Jamie Bellem a v lednu roku 2017 se zasnoubili. Dne 17. července 2017 se dvojice vzala. Mara je nevlastní matkou Bellova syna, kterého má z předchozího manželství s herečkou Evan Rachel Wood.

## Herecká filmografie

### Film

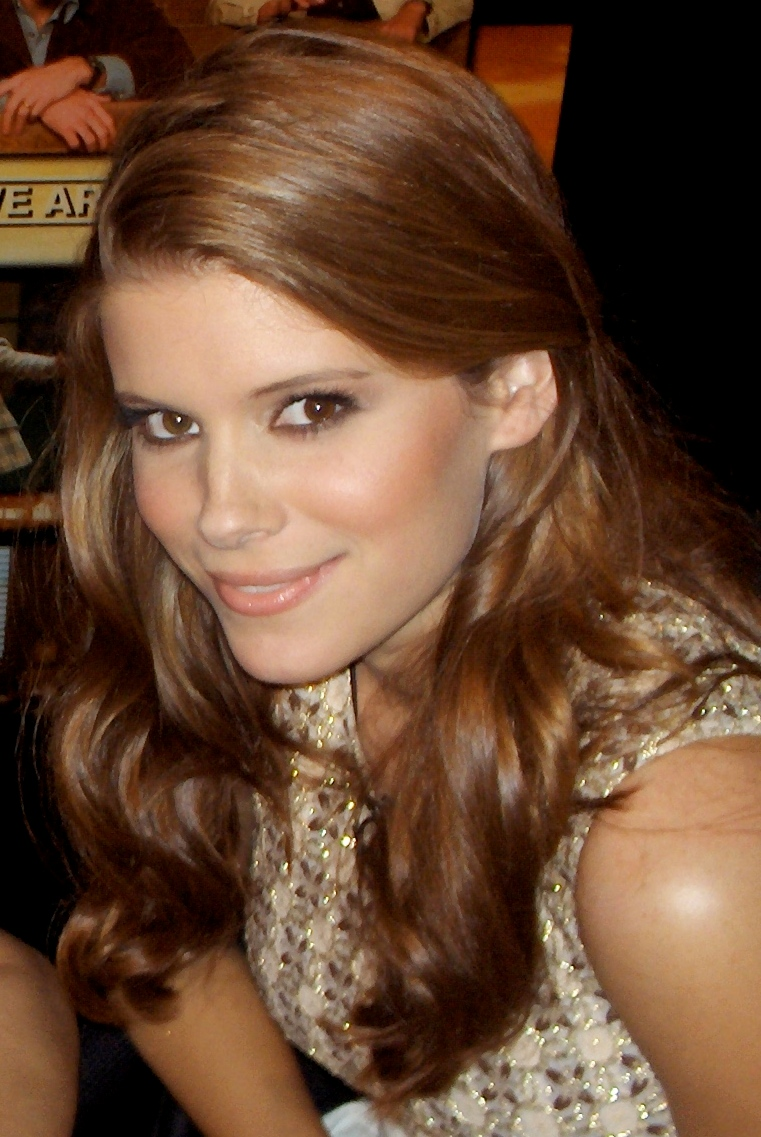
Kate Mara, 2006

| Rok  | Název                                  | Role                         | Poznámky            |
| ---- | -------------------------------------- | ---------------------------- | ------------------- |
| 1999 | Král Joe                               | Allyson                      |                     |
| 1999 | Náhodné setkání                        | Jessica Chandler             |                     |
| 2000 | Cucák                                  | Miranda Spear                |                     |
| 2004 | Time Well Spent                        | dívka                        | krátkometrážní film |
| 2004 | Prodigy                                |                              |                     |
| 2005 | Temná ledenda 3                        | Samantha Owens               | video film          |
| 2005 | Zkrocená hora                          | Alma (19letá)                |                     |
| 2005 | Kaliforňanky                           | Zoe Tripp                    |                     |
| 2006 | Zoom: Akademie pro superhrdiny         | Summer Jones / Wonder        |                     |
| 2006 | Fireflies                              | Taylor                       |                     |
| 2006 | Návrat na vrchol                       | Annie Cantrell               |                     |
| 2007 | Superlhář                              | Annie Dray                   |                     |
| 2007 | Odstřelovač                            | Sarah Fenn                   |                     |
| 2008 | Transsibiřský expres                   | Abby                         |                     |
| 2008 | Stone of Destiny                       | Kay Matheson                 |                     |
| 2009 | Big Guy                                | Kate                         | krátkometrážní film |
| 2009 | T Takes: Brooklyn '09 Episode 1        | Kate                         |                     |
| 2009 | T Takes: Brooklyn '09 Episode 4        | Kate                         |                     |
| 2009 | Open Road                              | Lucy                         |                     |
| 2010 | Bezvadíkyještěprosím                   | Mississippi                  |                     |
| 2010 | Iron Man 2                             | US Marshal                   |                     |
| 2010 | 127 hodin                              | Kristi Moore                 |                     |
| 2010 | Peep World                             | Meg                          |                     |
| 2011 | Templář                                | Isabel                       |                     |
| 2011 | Třídní sraz                            | Elise                        |                     |
| 2011 | Queen of Hearts                        | Srdcová královna             | krátkometrážní film |
| 2012 | Chladnokrevný                          | Hanna                        |                     |
| 2013 | Fighting Jacob                         | Becky                        |                     |
| 2013 | Broken Bells After the Disco           | Dívka                        | krátkometrážní film |
| 2014 | Transcendence                          | Bree                         |                     |
| 2014 | Tiny Detectives                        | detektiv Kate                | krátkometrážní film |
| 2015 | The Heyday of the Insensitive Bastards | Lisa                         |                     |
| 2015 | Rukojmí                                | Ashley Smith                 |                     |
| 2015 | Marťan                                 | Beth Johanssen               |                     |
| 2015 | Man Down                               | Natalie Drummer              |                     |
| 2015 | Fantastická čtyřka                     | Sue Storm / Neviditelná žena |                     |
| 2016 | Morgan                                 | Lee Weathers                 |                     |
| 2017 | My Days of Mercy                       | Mercy                        | také producentka    |
| 2017 | Megan Leavey                           | Megan Leavey                 |                     |
| 2017 | Chappaquiddick                         | Mary Jo Kopechne             |                     |
| 2022 | Call Jane                              | Lana                         |                     |

### Televize

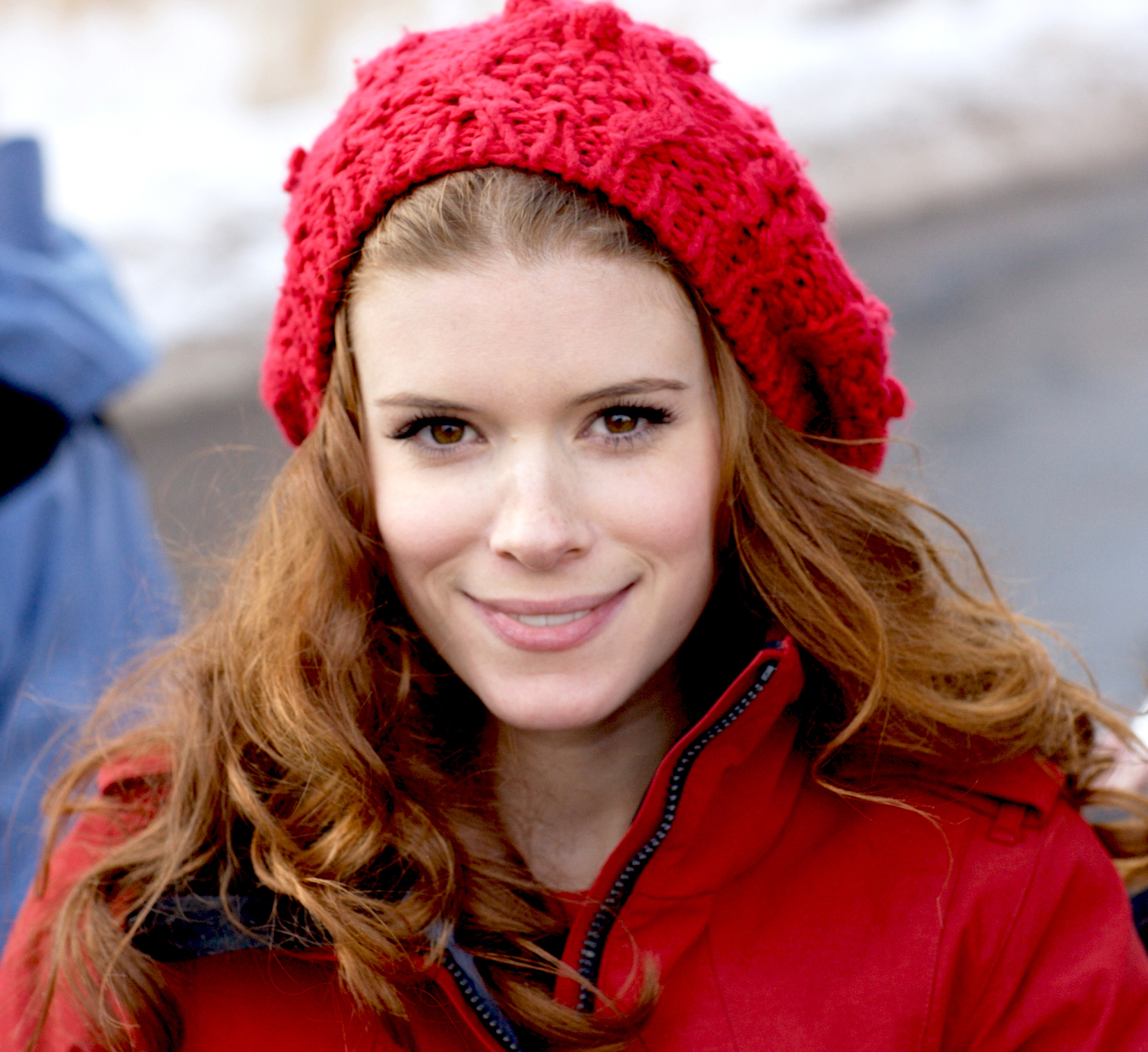
Kate Mara, 2008

| Rok       | Název                                     | Role                  | Poznámka                                                             |
| --------- | ----------------------------------------- | --------------------- | -------------------------------------------------------------------- |
| 1997      | Právo a pořádek                           | Jenna Erlich          | díl: „Shadow“                                                        |
| 2000      | Madigan Men                               | Julie                 | díl: „White Knight“                                                  |
| 2000      | Ed                                        | Kelly Kovacs          | díl: „Pretty Girls and Waffles“                                      |
| 2001      | Zákon a pořádek: Útvar pro zvláštní oběti | Lori                  | díl: „Pixies“                                                        |
| 2003      | Everwood                                  | Kate Morris           | díl: „Moonlight Sonata“ díl: „Episode 20“                            |
| 2003      | Plastická chirurgie s. r. o.              | Vanessa Bartholomew   | 4 díly                                                               |
| 2003      | Odložené případy                          | Jill Shelby           | díl: „Když hradba povolí“                                            |
| 2003      | Bostonská střední                         | Helena Gelbke         | díl: „Chapter Seventy-Five“                                          |
| 2004      | Kriminálka Miami                          | Stephanie Brooks      | díl: „Blesková vražda“                                               |
| 2004      | Kriminálka Las Vegas                      | Janelle Macklin       | díl: „Formality“                                                     |
| 2005      | Jack & Bobby                              | Katie                 | 6 dílů                                                               |
| 2006      | 24 hodin                                  | Shari Rothenberg      | 5 dílů                                                               |
| 2009      | Vincentův svět                            | Brittany              | 4 díly                                                               |
| 2009      | T Takes                                   | Kate                  | 2 díly                                                               |
| 2011      | American Horror Story                     | Hayden McClaine       | 8 dílů                                                               |
| 2012      | Tron: Povstání                            | Perl                  | hlasová role díl: „The Renegade: Part 1“ díl: „The Renegade: Part 2“ |
| 2013–2016 | Dům z karet                               | Zoe Barnes            | 14 dílů                                                              |
| 2014      | Robot Chicken                             | Různé hlasy (hlas)    | 2 díly                                                               |
| 2015      | Moonbeam City: Neonové město              | Chrysalis Tate (hlas) | 10 dílů                                                              |
| 2018      | Pose                                      | Patty Bowes           | 6 dílů                                                               |
| 2020      | A Teacher                                 | Claire Wilson         | minisérie                                                            |